# Grb Občine Vojnik
Grb Občine Vojnik je upodobljen na ščitu, ki je razdeljen na tri barvna polja. Levo polje je zelene barve, na njem pa je upodobljena krona v rumeno črni kombinaciji in s črno obrobo, desno rdeče polje je prekinjeno s sivim pravokotnikom.